# 若葉町 (鹿児島市)
若葉町（わかばちょう）は、鹿児島県鹿児島市の町。郵便番号は890-0006。人口は925人、世帯数は447世帯（2020年4月1日現在）。若葉町の全域で住居表示を実施している。

## 地理
鹿児島市の北東部に位置しており、町域の全体が台地上にある。町域の東方から北方にかけては伊敷台、西方から南方にかけては下伊敷及び下伊敷町、南方は玉里団地、南方から東方にかけては坂元町にそれぞれ接している。
町域の北端を鹿児島県道208号坂元伊敷線が通っている。

### 町名の由来
若葉町という町名はかつて児童養護施設の「若葉寮」が町域内に存在していたことに由来する。
町名の由来となった「若葉寮」は、1952年（昭和27年）に鹿児島県社会福祉事業団によって現在の若葉町の区域に設置されたが、1972年（昭和47年）に姶良郡姶良町大字鍋倉（現在の姶良市鍋倉）に移転しており、若葉学園と称している。

## 歴史
1978年（昭和53年）6月19日に、玉里団地地区（玉里団地・若葉台団地）において住居表示を実施することとなり町域の再編が行われた。これに伴い下伊敷町の一部より分割され「若葉町」が新たに設置された。また、同日より若葉町の全域で住居表示が実施された。

### 町域の変遷
| 実施後         | 実施年             | 実施前           |
| -------------- | ------------------ | ---------------- |
| 若葉町（新設） | 1978年（昭和53年） | 下伊敷町（一部） |

## 人口
以下の表は国勢調査による小地域集計が開始された1995年以降の人口の推移である。
| 年                 | 人口  |
| ------------------ | ----- |
| 1995年（平成7年）  | 1,121 |
| 2000年（平成12年） | 1,131 |
| 2005年（平成17年） | 1,087 |
| 2010年（平成22年） | 962   |
| 2015年（平成27年） | 949   |

## 施設

### 公共
- 若葉町公民館

## 小・中学校の学区
市立小・中学校の学区（校区）は以下の通りである。
| 町丁   | 番・番地 | 小学校               | 中学校               |
| ------ | -------- | -------------------- | -------------------- |
| 若葉町 | 全域     | 鹿児島市立坂元小学校 | 鹿児島市立坂元中学校 |

## 交通

### 道路
一般県道
- 鹿児島県道208号坂元伊敷線